# Bramborový salát

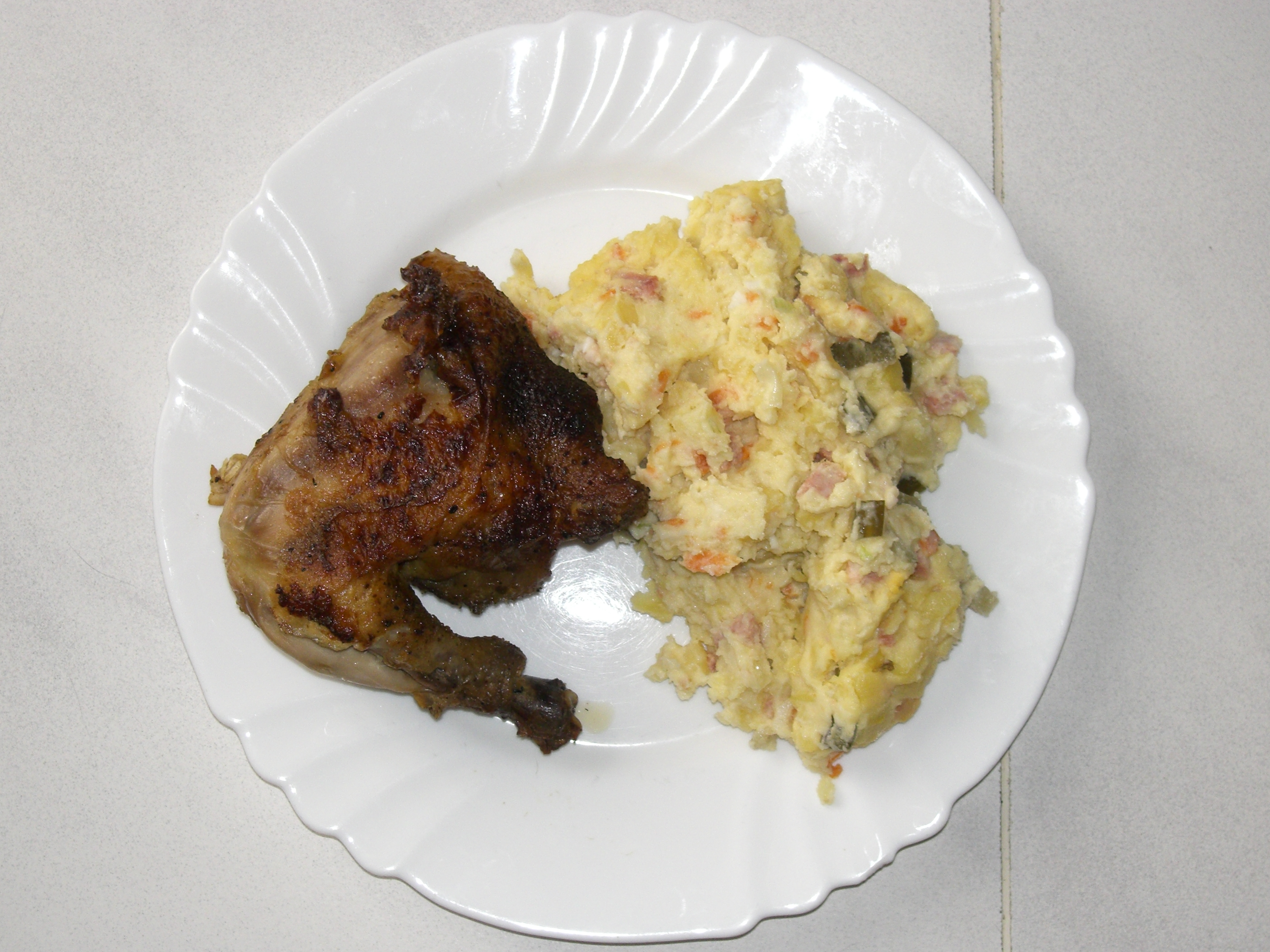
Bramborový salát s kuřetem

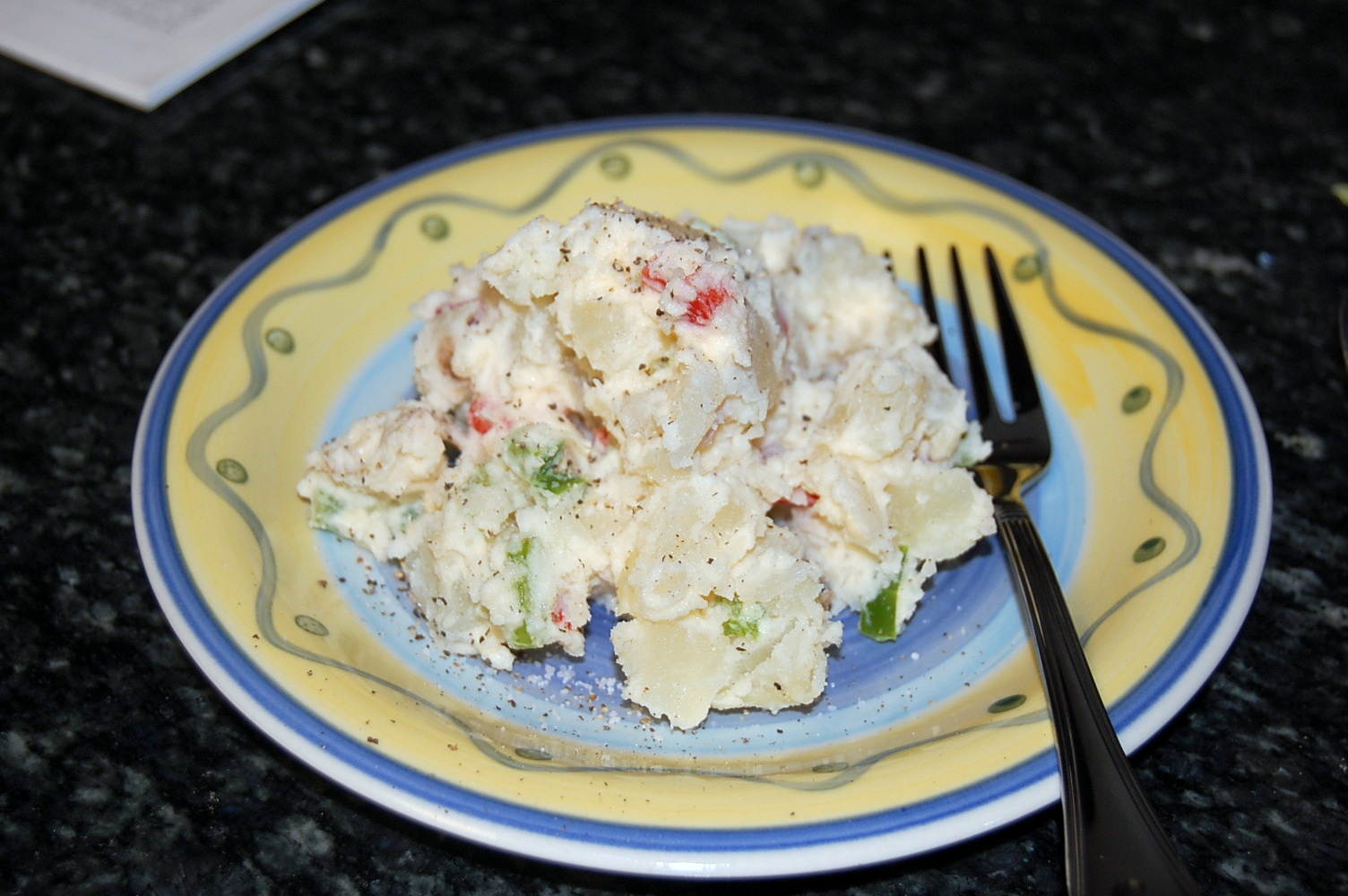
Severoněmecký bramborový salát

Bramborový salát je druh jídla, které se podává často jako příloha. Bramborový salát je v různých varietách připravován a konzumován v mnoha zemích světa, například v Německu, Spojených státech amerických, Polsku, Rusku, Spojeném království a také v Česku.

## Varianty
- Salát s octovým dresinkem
- Salát se slaninou, ančovičkami nebo hořčicí.
- Salát s čerstvým bylinkovým nebo koprovým dresinkem a/nebo okurky, kapary a jiné koření.
- Salát s majonézou, jogurtem či zakysanou smetanou
- Salát se syrovou cibulí, vařenou cibulí nebo nakládanými cibulkami.
- Salát s natvrdo uvařenými vejci (kombinace bramborového a vaječného salátu)
- Salát se šunkou, nakládanými okurkami, kukuřicí, natvrdo uvařenými vejci a rajčetem (známý ve Francii jako salade piémontaise)
- Salát zatepla – vídeňský bramborový salát.
- Staročeský salát – receptura Marie Janků-Sandtnerové
- Moravský salát – variace vídeňského salátu

Bramborový salát může být podáván studený nebo i za tepla. Bramborové saláty připravované v jižních částech Německa nebo v Rakousku jsou často teplé nebo dokonce horké, přičemž některé jsou podávány při pokojové teplotě. Ve Spojených státech a v severním Německu se běžně podává chlazený, obdobně jako v Česku. Je také populární u kuchařů při přípravě potravy pro velké množství lidí, protože se snadno připravuje ve velkém množství, vyžaduje jen levné přísady a může být připraven v předstihu a uchován ve chladu, dokud ho není zapotřebí.

### Typický český bramborový salát
Skládá se převážně z uvařených brambor, k nimž se přidávají  nejčastěji kyselé okurky, vajíčka uvařená natvrdo, mrkev, petržel, celer, cibule, majonéza. Majonézu lze zhotovit doma, mnoho lidí však používá kupovanou. V některých rodinách se přidává i zelený hrášek, jogurt, šunka či jemný salám a další ingredience. Jednotlivé komponenty se nakrájí na drobno nebo přes speciální sítko promačkají na kostičky, které se pak společně promíchají. Je vhodné salát také osolit, opepřit nebo přidat i jiné koření.[zdroj?]
Salát se podává za studena, obvykle s kaprem, řízkem, či vinnou klobásou.
Jedná se o adaptovanou verzi ruského Salátu Olivier. Jakým způsobem se recept dostal na naše uzemí není zcela jasné. Je možné, že byl přivezen československými legionáři vracejícími se do vlasti. 

### Tradice bramborového salátu vČesku
Bramborový salát s majonézou je v Česku tradiční štědrovečerní pokrm, tato tradice však není stará. Recepty na štědrovečerní večeři se smaženým kaprem a bramborovým salátem s majonézou se v českém tisku objevovaly od 30. let 20. století. Ve 40. letech 20. století již byl bramborový salát považován za běžnou součást moderní štědrovečerní večeře.